# Ugerløse (parochie)
Ugerløse is een parochie van de Deense Volkskerk in de Deense gemeente Holbæk. De parochie maakt deel uit van het bisdom Roskilde en telt 1315 kerkleden op een bevolking van 1441 (2004). 
De parochie was tot 1970 deel van Merløse Herred. In dat jaar werd de parochie opgenomen in de nieuwe gemeente Tølløse. Deze ging in 2007 op in de vergrote gemeente Holbæk.